# موينيفيل (باد كاليه)
موينيفيل، باد كاليه (بالفرنسية: Moyenneville, Pas-de-Calais)‏ هي بلدية تقع في إقليم باد كاليه من منطقة نور با دو كاليه في شمال فرنسا. تبلغ مساحة هذه المدينة 6.48 (كم²)، وترتفع عن سطح البحر 100 م، يبلغ عدد سكانها 280 نسمة حسب إحصاء المعهد الوطني للإحصاء والدراسات الاقتصادية سنة 2009 م. وترأس Jean-Paul Letombe البلدية خلال فترة (2008-2014).